# Anneliese: The Exorcist Tapes
Anneliese: The Exorcist Tapes is een horrorfilm uit 2011 van The Asylum met Nikki Muller . De film is gebaseerd op het exorcisme van Anneliese Michel maar bevat veel fictieve elementen en is gefilmd in documentairestijl. De film werd direct to video uitgebracht op 1 maart 2011. De hoofdrol wordt gespeeld door actrice en comédienne Nikki Muller.

## Verhaal
In de periode van exorcismesessies zijn ook huisarts Gruber en de Amerikaanse epilepsie-expert dr. Landers aanwezig, die een filmploeg heeft meegenomen om dit studieobject vast te leggen. Anneliese Michel en haar ouders weigeren medische hulp en het meisje weigert te eten. Het exorcisme heeft nauwelijks effect. Het meisje doodt de medici en een video-assistente pleegt zelfmoord. Op de zeventiende studiedag sterft het meisje.

## Rolverdeling
| Acteur                   | Personage            |
| ------------------------ | -------------------- |
| Nikki Muller             | Anneliese Michel     |
| Gerold Wunstel           | Pastoor Ernest Alt   |
| Kai Cofer                | Dr. Frederick Gruber |
| Christopher Karl Johnson | Pater Renz           |
| Yaz Canli                | Sandy                |
| Robert Shampain          | Dr. Kenneth Landers  |
| Korey Simeone            | Steve Parker         |
| Annette Remter           | Anna Michel          |
| David Reynolds           | Josef Michel         |